# Milanković-elmélet

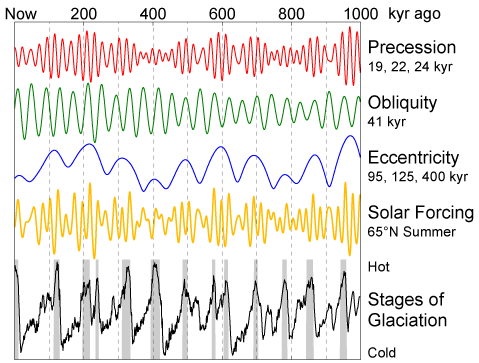
A Milanković-élmélet szerinti ciklusok az utóbbi egy millió évben. A diagram mutatja a földpálya precessziójának (Precession), tengelyferdeségének (Obliquity) és excentricitásának (Eccentricity) változásait, emellett a napsugárzás intenzitását (Solar Forcing). Az elmélet szerint ezek határozzák meg a glaciálisok és interglaciálisok (Stages of Glacation) váltakozását.

A Milanković-elmélet a Föld mozgásában beálló változások éghajlatra gyakorolt hátását tárgyalja, megalkotója Milutin Milanković szerb tudós. Milanković az 1920-as években kidolgozott elmélete azt feltételezi, hogy a földpálya excentricitásának, tengelyferdeségének és precessziójának változása a Földre érő napsugárzást időszakosan változtatja, és ezen csillagászati tényezők erősen befolyásolják a Föld éghajlati viszonyait.
A forgástengely pályával bezárt szöge határozza meg az évszakok közti különbség mértékét.
Több kutató szerint a pálya és forgástengely változásai nem elegendőek ahhoz, hogy elindítsanak vagy megszüntessenek egy glaciális időszakot, de a kapcsolódó láncfolyamatok (pl. szén-dioxid) megmagyarázhatják ennek lehetőségét.
Miközben Milanković elméletét a vizsgálatok alátámasztják, egyéb magyarázatok is szükségesek lennének, hogy megértsük, melyek azok a láncreakciók, melyek előidézik a glaciális/interglaciális időszakokat. 
A jelen korszak a leginkább ismert és megértett az összes közül. Az utóbbi 800 000 évben a glaciális ciklusok 100 000 évenként követik egymást, ami megfelel a Milanković-elméletnek. Körülbelül 400 000 éves az a jégmag, melyet fúrással ki lehet emelni és ezáltal meg lehet ismerni az akkor uralkodó légköri viszonyokat: a légkör összetételét, a hőmérsékletet és a jégtömeg mennyiségét. Ezen időszakon belül az interglaciális és glaciális korszakok annyira összeillenek a Milanković-elmélet által leírttal, hogy ezáltal el is fogadták azt.
A Milankovic-féle könyvet Bacsák György először kiigazította, majd továbbfejlesztette az elméletet. A magyar tudós a földtörténet negyedkorára vonatkozó éghajlattörténeti kutatásaival lehetővé tette, hogy meghatározhassuk több százezer évre visszamenőleg százesztendős pontossággal az uralkodó éghajlatot. Világszerte elfogadták jégkorszaki kalendáriumát, amely a 85 klímaváltozáson és ezeken belül négyféle klímatípuson alapul. Érdekes az a megállapítása, hogy a jégkorszak nem fejeződött be, ma is csak két eljegesedés közti úgynevezett jégmentes időszakban élünk, amely már 11 300  éve tart, és még vagy hetvenezer évig fog tartani, de ezen belül szabályos klímaváltozások következnek, naprendszerünk bolygói keringésük közbeni zavaró hatásainak következményeként, amellyel a Föld pályájára hatnak.

## Kritika
Milanković úgy vélte, hogy a pályaelemek közül a tengelyferdeség van legnagyobb kihatással a Föld éghajlatára a nyár során az északi félgömb északi részeire érkező napsugárzás megváltoztatása miatt. Mivel bolygónk tengelyferdesége 22,1° és 24,5° között ingadozik körülbelül 41 000 évenként, Milanković szerint ugyanennyi év telik el az egyes jégkorszakok között. Mindazonáltal későbbi kutatások azt mutatták ki, hogy az utóbbi egymillió év negyedidőszaki glaciálisai 100 000 évenként váltakoztak, ami a pálya excentricitásának ciklusa.

## Külső források
- Milankovitch Cycles and Glaciation (angol)